# Joana Queiroz
Joana Queiroz Viveiros de Castro (Rio de Janeiro, 1981), conhecida simplesmente como Joana Queiroz, é uma compositora e multi-instrumentista brasileira. Toca clarinete, clarone, saxofone, percussão, flauta e piano e, apesar de não definir-se como cantora, frequentemente provê vocais em seus discos solo.
Iniciou sua carreira no começo dos anos 2000 como integrante da banda Itiberê Orquestra Família. Desde então, estabeleceu parcerias com Hermeto Pascoal, Arrigo Barnabé, Rafael Martini, Gilberto Gil, Maria Beraldo, Joyce Moreno, Mônica Salmaso, Egberto Gismonti e outros.
O trabalho de Joana alcançou forte repercussão na Ásia, especialmente no Japão. Em 2017, a gravadora japonesa Spiral a contratou, ao lado dos instrumentistas Rafael Martini e Bernardo Ramos, para criar um álbum exclusivo para o mercado japonês; Gesto foi disponibilizado para ouvintes brasileiros apenas em 2021.
O disco mais repercutido da artista, Tempo Sem Tempo, também foi originalmente lançado apenas no Japão; no final de 2019, ela esteve no país em turnê. Em 2020, o álbum foi lançado no Brasil pela gravadora YB Music.
A repercussão da obra de Joana Queiroz no Brasil está ligada principalmente ao quarteto Quartabê, no qual atua como clarinetista e com quem lançou dois discos.
Além da Ásia, Joana Queiroz já se apresentou na Argentina, Chile, Uruguai, Portugal, Espanha, França e Itália.

## Discografia
| Álbum                                       | Lançamento                                                | Formato                                      | Gravadora                            |
| ------------------------------------------- | --------------------------------------------------------- | -------------------------------------------- | ------------------------------------ |
| Uma Maneira de Dizer                        | 10 de dezembro de 2012 (Brasil)                           | CD, streaming                                | Independente                         |
| Diários de Vento                            | 1 de janeiro de 2016 (Brasil)                             | CD, streaming                                | Independente                         |
| Boa Noite pra Falar com o Mar               | 12 de dezembro de 2016 (Brasil)                           | CD, streaming                                | Independente                         |
| Gesto (com Rafael Martini e Bernardo Ramos) | 5 de julho de 2017 (Japão) 2021 (Brasil)                  | CD, LP, streaming (Japão) Streaming (Brasil) | Spiral (Japão) Independente (Brasil) |
| Tempo Sem Tempo                             | 6 de novembro de 2019 (Japão) 3 de julho de 2020 (Brasil) | CD, streaming (Japão) LP, streaming (Brasil) | Spiral (Japão) YB Music (Brasil)     |

| Álbum                                             | Lançamento | Formato       | Gravadora                                        |
| ------------------------------------------------- | ---------- | ------------- | ------------------------------------------------ |
| Pedra do Espia (com Itiberê Orquestra Família)    | 2001       | CD, streaming | Jam Music                                        |
| Calendário do Som (com Itiberê Orquestra Família) | 2005       | CD, streaming | Independente                                     |
| Contrastes (com Itiberê Orquestra Família)        | 2009       | CD, streaming | Sala de Som Records                              |
| Abrideira (com Grupo Fina Estampa)                | 2009       | CD, streaming | Independente (2009) YB Music (relançamento 2021) |
| Lição #1: Moacir (com Quartabê)                   | 2015       | CD, streaming | Independente                                     |
| Depê (com Quartabê)                               | 2017       | Streaming     | Independente                                     |
| Lição #2: Dorival (com Quartabê)                  | 2018       | CD, streaming | RISCO                                            |